# Ramon-Àngel Davins i Aynés
Ramon-Àngel Davins i Aynés (Solsona, 9 d'agost de 1953) és un pintor solsoní, conegut també amb el sobrenom de Pinxo. Pintor autodidacta arrelat en la tradició pictòrica solsonina contemporània i amb clares influències del pintor solsoní Tomàs Boix.
Ramon-Àngel Davins i Aynés és un dels membres fundadors de l'Escola de la Ribera de Solsona, grup de pintors creat a Solsona que va mantenir viva la figura de Tomàs Boix i Soler difonent la seva figura i obra, mantenint estils i camins diferents. L'aglutinador del grup va ser Manel Casserres i Boix, pintor i escultor solsoní nebot i deixeble de Tomàs Boix i Soler. L'Escola de la Ribera de Solsona estava formada pels següents pintors: Manel Casserras i Solé, Jaume Cuadrench i Bertran, Ramon-Àngel Davins i Aynés i Jaume Roure i Gilibert.

## Exposicions destacades
La primera exposició individual és realitza l'any 1979, durant la Festa Major de Solsona a la sala de Cultura de la Caixa al carrer Llobera, amb el títol "Exposició de pintures i dibuixos".
L'any 1980 es funda el grup de pintors de l'Escola de la Ribera, y fan la seva primera exposició conjunta, que es repeteix durant diversos anys, destacant la de l'any 1985, amb la que s'inaugura la Sala Gris de Solsona, a del 1990 on celebren els 10 anys, la del 1993 i la de l'any 2000, per celebrar els 20 anys de la seva fundació.
Ramon-Àngel Davins és un dels autors, conjuntament amb Jaume Cuadrench i Bertran i Àlex Freixes, del monument a la Sardana inaugurat l'any 1983, l'any que Solsona va ser 24a Ciutat Pubilla de la Sardana.
A partir de l'any 2009 recupera les exposicions individuals, amb "Entre la llum i la foscor", "Pintura i gravat" l'any 2013, "Quadres de Quadres" el 2016 i “El meu paisatge” el 2019, totes elles a la Sala Gris de Solsona.
S'han de destacar les obres de col·laboració que fa per a la vida social i cultural de Solsona, com són, a títol d'exemples, els punts de llibre de Fènix de la fira de Sant Isidre de l'any 2019 o el cartell dels Pastorets de diversos anys, com el del 2010, del 2012 o del 2013.